# Telly Savalas
Telly Savalas, właśc. Aristotelis Savalas (ur. 21 stycznia 1922 w Garden City, zm. 22 stycznia 1994 w Universal City) – amerykański aktor filmowy pochodzenia greckiego; występował w roli porucznika Kojaka w popularnym serialu telewizyjnym z lat 70. XX wieku. Nominowany do nagrody Oscara za drugoplanową rolę w filmie Ptasznik z Alcatraz (1962; reż. John Frankenheimer).

## Młodość
Telly Savalas urodził się jako drugie z pięciorga dzieci emigrantów z Grecji, Christiny i Nicka Savalasów. W 1940 ukończył szkołę średnią we Floral Park na Long Island. Później uczęszczał na Uniwersytet Columbia w Nowym Jorku, gdzie studiował język angielski i psychologię. Dyplom uzyskał w 1948. W międzyczasie przez trzy lata (1943–1946) służył w Armii Stanów Zjednoczonych. Po wojnie pracował w radiu, prowadząc popularny program.

## Kariera aktorska
Jako aktor debiutował w telewizji w wieku 37 lat. Na przełomie lat 50. i 60. pojawiał się gościnnie w szeregu popularnych seriali telewizyjnych, m.in. Nietykalni, Prawo Burke’a, Ścigany, Bonanza, Strefa mroku, Spotkanie z Alfredem Hitchcockiem. Jako aktor filmowy zadebiutował w 1961 rolą w dramacie Młodzi dzicy w reżyserii Johna Frankenheimera, gdzie gwiazdą był Burt Lancaster. Rok później zagrał w kolejnym filmie Frankenheimera pt. Ptasznik z Alcatraz (1962). Rola w nim przyniosła mu jedyną w karierze nominację do Oscara. W następnych latach otrzymał kolejne filmowe propozycje stając się jedną z czołowych gwiazd Hollywoodu. W 1964 reżyser George Stevens zaproponował mu rolę Poncjusza Piłata w epickim filmie biblijnym Opowieść wszech czasów (1965). Stevens postawił jeden warunek; Savalas miał zgolić do tej roli włosy. Aktor zgodził się bez wahania. I tak już pozostało; Savalas golił włosy codziennie przez resztę życia, a łysina stała się z czasem jego znakiem firmowym. Na przełomie lat 60. i 70. stworzył swoje najsłynniejsze filmowe kreacje grając w dziełach, które przeszły do historii kina. W 1967 w kultowym filmie wojennym Roberta Aldricha pt. Parszywa dwunastka zagrał wyrazistą postać sadystycznego skazańca Archera Maggotta. Następną znaną kreacją Savalasa była rola Blofelda – przeciwnika Jamesa Bonda w filmie W tajnej służbie Jej Królewskiej Mości (1969). Rok później wystąpił w popularnej komedii wojennej Złoto dla zuchwałych (1970; reż. Brian G. Hutton). W 1973 zagrał diabła w horrorze Mario Bavy Dom egzorcyzmów.
Jednak największą sławę przyniosła Savalasowi rola porucznika Theodore „Theo” Kojaka w serialu telewizyjnym Kojak. W latach 1973–1978 powstało 118 odcinków serialu. Rola ta uczyniła z Savalasa jednego z najbardziej rozpoznawalnych aktorów na świecie – utożsamianego właśnie z tą postacią. Kojak – nowojorski policjant z wydziału zabójstw; niezwykle elegancki i opanowany z nieodłącznym lizakiem-kuleczką w ustach, w przyciemnionych okularach i charakterystyczną łysiną stał się z czasem jedną z ikon popkultury. Rola Kojaka oprócz olbrzymiej popularności przyniosła Savalasowi dwa Złote Globy (w 1975 i 1976) i dwie nominacje do tej nagrody (w 1977 i 1978), oraz nagrodę Emmy w 1974.
Po sukcesie serialu nie udało mu się już właściwie stworzyć żadnej znaczącej kreacji. Do najbardziej znanych filmów z późniejszego okresu kariery należą: Po tragedii Posejdona (1979), Ucieczka na Atenę (1979) i Wyścig armatniej kuli II (1984). Pod koniec lat 80. wystąpił w kontynuacjach Parszywej dwunastki, w roli mjr. Wrighta – zastępując zmarłego Lee Marvina. Również w latach 80. powrócił do roli Kojaka. W latach 1985–1990 powstało 6 pełnometrażowych filmów o przygodach nowojorskiego policjanta. Pomimo ciężkiej choroby pozostawał aktywny do ostatnich tygodni życia. Dwa ostatnie filmy, w których się pojawił, miały swoje premiery już po jego śmierci.
Oprócz kariery aktorskiej odniósł międzynarodowy sukces jako piosenkarz. W 1975 roku z własną wersją utworu „If” z repertuaru amerykańskiej grupy Bread osiągnął 1 miejsce na listach przebojów w Wielkiej Brytanii. Światowe powodzenie zapewnił mu kolejny cover „Some Broken Hearts Never Mend” (z repertuaru Dona Williamsa), wylansowany w 1980 roku.

## Życie prywatne
Telly Savalas był trzykrotnie żonaty; miał sześcioro dzieci. W 1948 poślubił Katherine Nicolaides (1924–2006); małżeństwo zakończyło się rozwodem w 1957. Z tego związku urodziła się córka Christina (ur. 1950). Drugą żoną aktora była w latach 1960–1974 Marilyn Gardner, która urodziła im dwie córki: Penelope (ur. 1961) i Candace (ur. 1963). Para rozwiodła się w 1974, choć już wcześniej pozostawali w separacji. W 1969 na planie filmu W tajnej służbie Jej Królewskiej Mości poznał aktorkę Sally Adams-Sheridan, z którą był nieformalnie związany do połowy lat 70. Z tego związku urodził się syn Nicholas „Nick” (ur. 24 lutego 1973). W 1977 w czasie realizacji ostatniego sezonu serialu Kojak poznał młodszą o przeszło 30 lat pracownicę biura podróży Julie Hovland, która w 1984 została jego trzecią żoną. Pozostali małżeństwem do śmierci Savalasa w 1994. Julie urodziła aktorowi dwoje dzieci; syna Christiana (ur. 1985) i córkę Arianę (ur. 9 stycznia 1987), która jest w Stanach Zjednoczonych popularną piosenkarką i autorką tekstów.
Jego brat George również był aktorem; grał u boku Telly’ego w Kojaku. Savalas był ojcem chrzestnym aktorki Jennifer Aniston.

## Choroba i śmierć
W 1989 w czasie rutynowych badań wykryto u Savalasa raka prostaty. Przeszedł pomyślną operację, jednak wkrótce pojawiły się przerzuty. Zmarł w dzień po swoich urodzinach, 22 stycznia 1994 w wyniku komplikacji związanych z rakiem pęcherza moczowego i rakiem gruczołu krokowego. Został pochowany na Forest Lawn – Hollywood Hills Cemetery w Los Angeles.

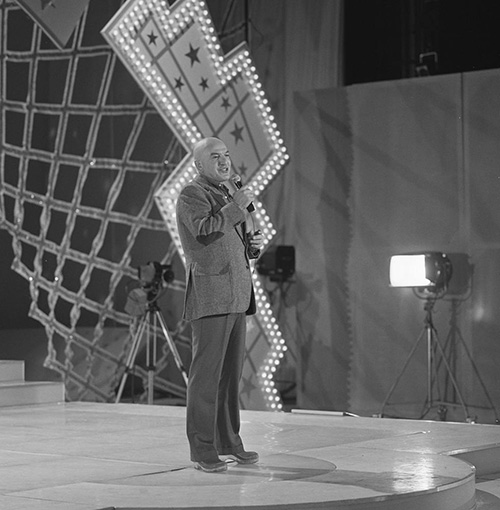
Telly Savalas podczas programu rozrywkowego Showbizzquiz w holenderskiej telewizji, 1981

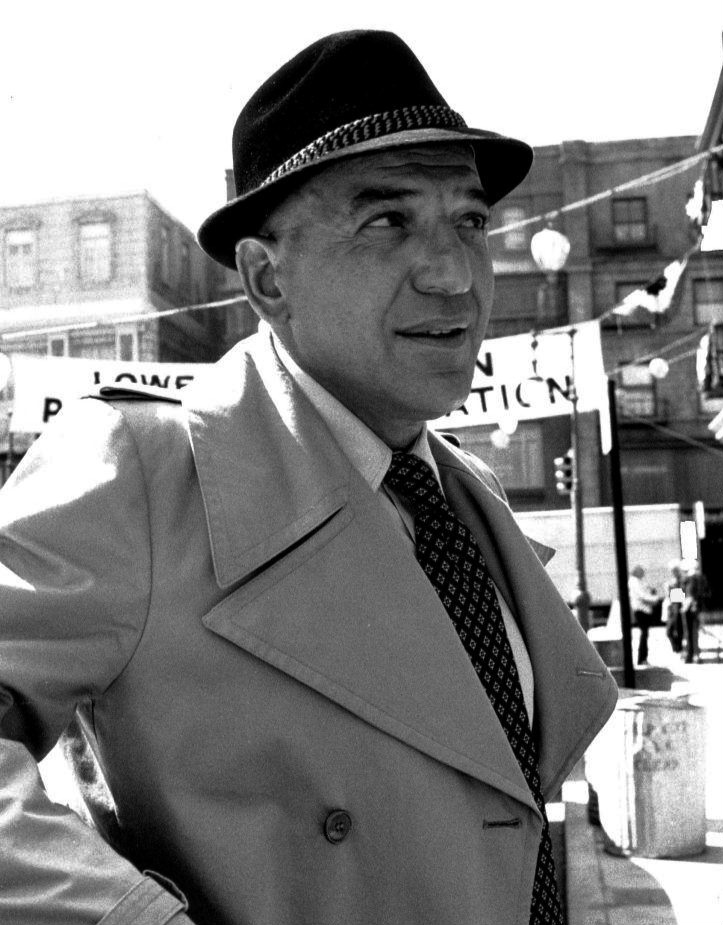
Telly Savalas jako Kojak

## Filmografia
- Młodzi dzicy (1961) jako porucznik Gunderson
- Przylądek strachu (1962) jako Charles Seviers
- Ptasznik z Alcatraz (1962) jako Feto Gomez
- Wątła nić (1965) jako dr Joe Coburn
- Dżingis chan (1965) jako Shan
- Bitwa o Ardeny (1965) jako sierżant Guffy
- Opowieść wszech czasów (1965) jako Poncjusz Piłat
- Beau Geste (1966) jako mjr Degineau
- Cosa Nostra (1967) jako Ed Clementi
- Karate Killers (1967) jako Valeriano De Fanzini
- Parszywa dwunastka (1967) jako Archer Maggot
- Cimarron Strip (1967); serial, odc. „The Battleground” jako Bear
- Łowcy skalpów (1968) jako Jim Howie
- Dobranoc, signora Campbell (1968) jako Walter Bradock
- Biuro zabójców (1969) jako lord Bostwick
- Złoto MacKenny (1969) jako sierżant Tibbs
- W tajnej służbie Jej Królewskiej Mości (1969) jako Ernst Stavro Blofeld
- Złoto dla zuchwałych (1970) jako „Big” Joe
- Miasto przemocy (1970) jako Al Webber
- Miasto zwane piekłem (1971) jako don Carlos
- Ładne dziewczyny ustawiają się w szeregu (1971) jako kpt. Sam Surcher
- Pociąg grozy (1972) jako kpt. Kazan
- Pancho Villa (1972) jako Pancho Villa
- Dom egzorcyzmów (1973) jako Leanardo
- Prawo do życia, prawo do śmierci (1973; znany także pod tytułem Jeden powód by żyć i umrzeć) jako mjr Ward
- Kojak (1973–1978, serial TV) jako porucznik Theo Kojak
- Skarb Hitlera (1975) jako Harry Morgan
- Zabójcza siła (1976) jako Webb
- Krwawa granica (1978) jako Frank Cooper
- Koziorożec 1 (1978) jako Albain
- The French Atlantic Affair (1979) jako ojciec Craig Dunleavy
- Wielka wyprawa Muppetów (1979) jako bramkarz w restauracji
- Ucieczka na Atenę (1979) jako Zeno
- Po tragedii Posejdona (1979) jako Stefan Svevo
- Prawo Hellingera (1981) jako Nick Hellinger
- Oszustwo (1982) jako porucznik O.W. Thurston
- Diamentowa afera (1984; znany także pod tytułem Sprawa Cartier) jako Phil Drexler
- Wyścig armatniej kuli II (1984) jako Hymie Kaplan
- Alicja w Krainie Czarów (1985) jako Kot Cheshire
- Faceless (1987) jako Terry Hallen
- Parszywa dwunastka 3: Zabójcza misja (1987) jako mjr Wright
- Parszywa dwunastka 4 (1988) mjr Wright
- Detektyw z Hollywood (1989) jako Harry Bell
- Śmiertelne pożądanie (1993) jako Richard Howland
- Ognisty wydmuch (1995) jako bardzo zły człowiek

oraz pełnometrażowe filmy o Kojaku:
- Porucznik Kojak i mordercy z Harlemu (1972, pilot serialu)
- Kojak: The Belarus File (1985)
- Kojak: Cena sprawiedliwości (1987)
- Kojak: Wady charakteru (1989)
- Kojak: Ariana (1989)
- Kojak: Kwiaty dla Matty’ego (1990)
- Kojak: Trzeba być ślepym (1990)